# Costișa (gmina)
Costișa – gmina w Rumunii, w okręgu Neamț. Obejmuje miejscowości Costișa, Dornești, Frunzeni i Mănoaia. W 2011 roku liczyła 2883 mieszkańców.